# Roseraie du Val-de-Marne
Het Roseraie du Val-de-Marne, vroeger Roseraie de L'Haÿ geheten, is een rosarium in de Franse stad L'Haÿ-les-Roses in het departement Val-de-Marne (regio Île-de-France).  Het rosarium ligt ongeveer acht kilometer ten zuiden van de Franse hoofdstad Parijs en beslaat een oppervlakte van 1,5 hectare. Het rosarium is streng geometrisch geordend en opgedeeld in dertien sectoren. Het bevat bijna 2.900 verschillende wilde rozensoorten en cultivars, voornamelijk uit de 19e en de eerste helft van de 20e eeuw. In totaal omvat de collectie meer dan 11.000 rozenplanten. Het rosarium staat open voor bezoekers en is ook een ontmoetingsplaats voor botanici en rozenkwekers.

## Geschiedenis
Roseraie du Val-de-Marne werd in 1899 opgericht door rozenverzamelaar en zakenman Jules Gravereaux (1844-1916) in wat toen L'Haÿ heette, een voorstad van Parijs. Het ontwerp en de uitvoering werd verzorgd door de Franse landschapsarchitect Édouard André (1840-1911). Het rosarium wordt beschouwd als een van de eerste tuinen die uitsluitend gewijd waren aan het kweken en tentoonstellen van rozen.
Gravereaux verzamelde rozen uit heel Europa en begon nieuwe rozencultivars te creëren voor de productie van rozenolie voor parfums. Hij werkte aan hybriden van de rimpelroos (Rosa rugosa) en ontwikkelde onder meer de cultivar 'Parfum de l'Hay'. In totaal creëerde hij 27 nieuwe cultivars. De sterk geurende rugosa-hybride 'Roseraie de l'Haÿ' van de kweker Charles Pierre Marie Cochet-Cochet is genoemd naar het rosarium.
Al snel was het rosarium zo beroemd dat de stad L'Haÿ in mei 1914 officieel de naam L'Haÿ-les-Roses aannam. In 1936 werd de tuin aangekocht door het departement Seine en in 1968 overgedragen aan het departement Val-de-Marne. In 1994 werd Roseraie de L'Haÿ omgedoopt tot Roseraie du Val-de-Marne.

## Afbeeldingen

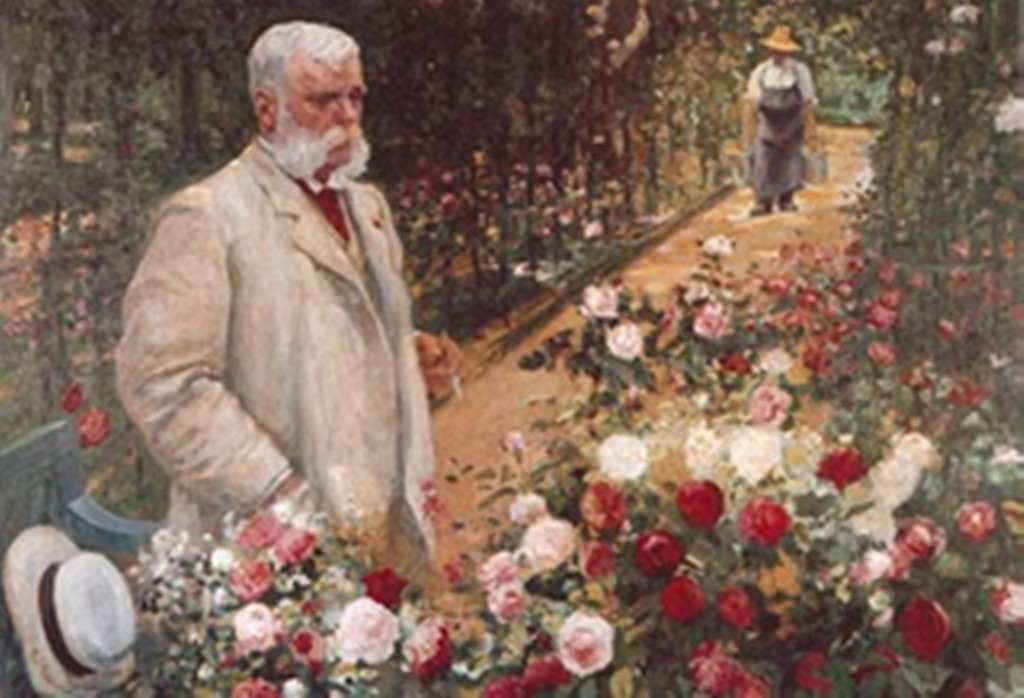
Jules Gravereaux in zijn rosarium in 1900
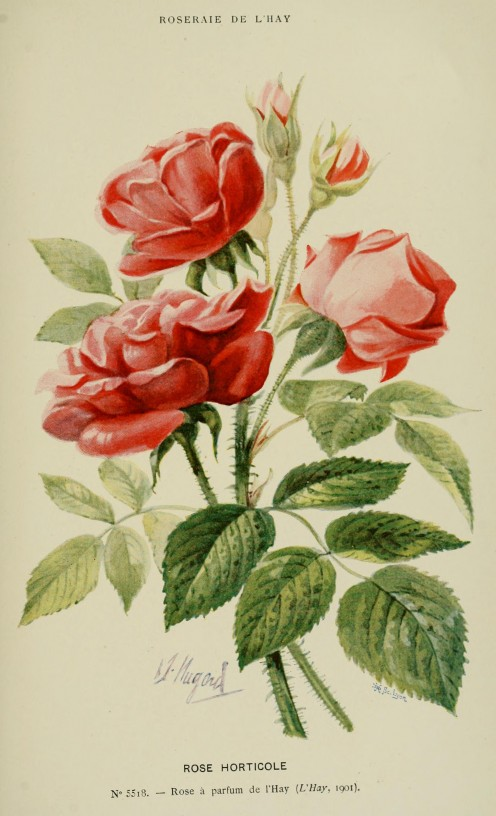
'Parfum de l'Hay' (Gravereaux, 1901), aquarel van Claude-Sébastien Hugard de la Tour
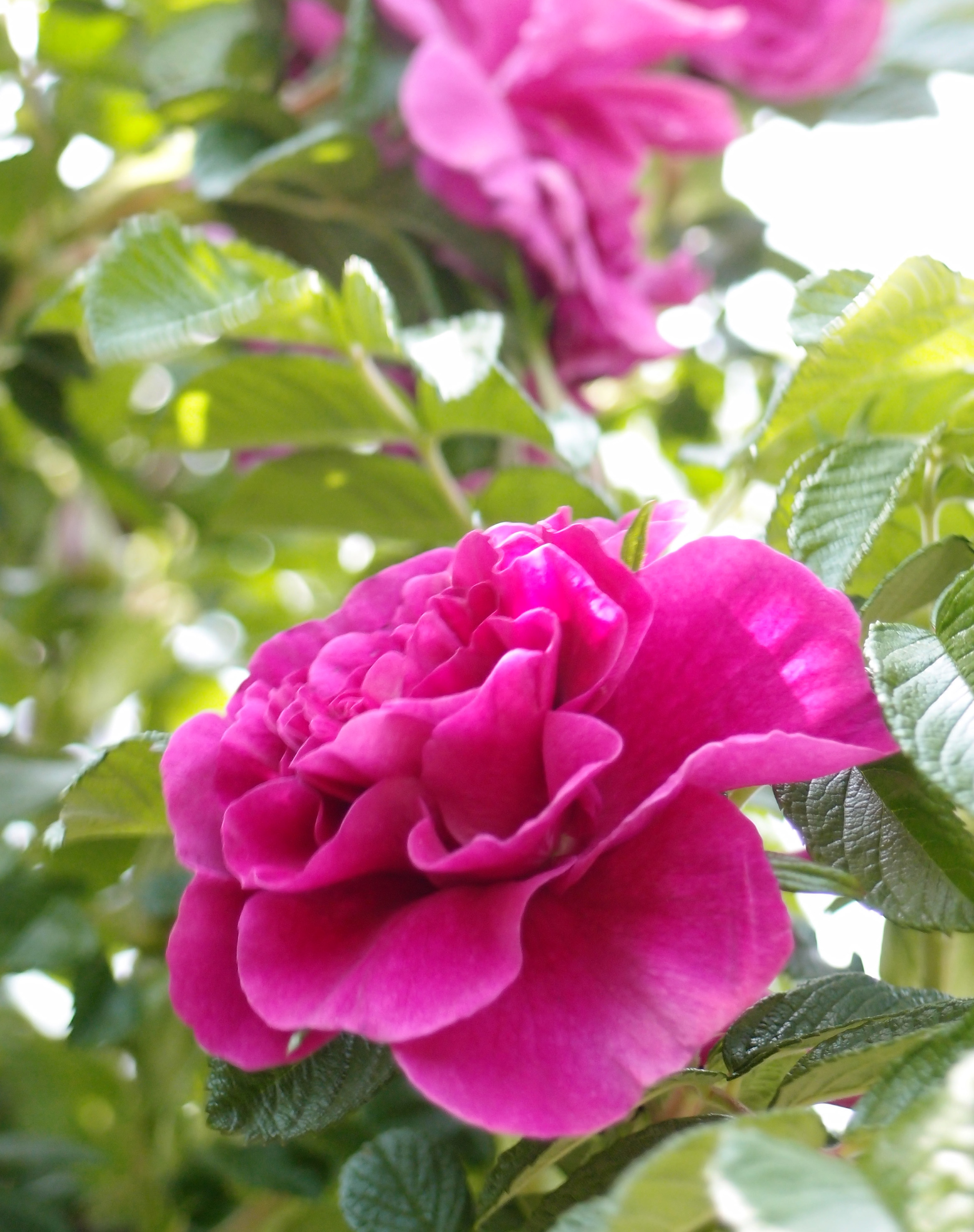
'Roseraie de l'Haÿ' (Cochet-Cochet, 1900)